# Comuna Mociu, Cluj
Mociu (în maghiară Mócs, în germană Motzdorf) este o comună în județul Cluj, Transilvania, România, formată din satele Boteni, Chesău, Crișeni, Falca, Ghirișu Român, Mociu (reședința), Roșieni, Turmași și Zorenii de Vale.

## Toponimie
Există mai multe teorii legate de provenianța denumirii Mociu. Numele ar putea proveni de la faptul că în zonă există mai multe teritorii mlăștinoase. Denumirea ar putea proveni și de la moții, care de multe ori s-au stabilit aici în zonă, ipoteză întărită de asemănările dintre obiceiurile și îmbrăcămintea specific locale cu cele ale moților. O ultimă ipoteză, mai puțin plauzibilă, este ca denumirea să provină de la numele nobilului Ioan Mocsi, care a trăit aici în perioada anilor 1450. Această ultimă ipoteză pare improbabilă, deoarece în mod normal nobilii își luau numele după locul pe care îl stăpâneau, iar nu invers.

## Istoric
Cele mai vechi urme de locuire din zonă au fost descoperite în partea estică a satului Mociu, fiind datate din neolitic. Tot în zonă, pe dealul Cionca au fost găsite un fragment de secure de aramă aparținând perioadei eneolitice. Din perioada dacică au fost găsite lângă satul Crișeni un tezaur de 82 de monede de argint, monede realizate foarte bine. Pe granița comunelor Mociu și Suatu au fost găsite două morminte de inhumație aparținând secolului IV e.n., unul dintre ele aparținând unui provincial daco-roman.
Prima atestare documentară datează din anul 1219, localitatea fiind menționată sub numele "villa Mochy" în Registrul de la Oradea drept sat arondat la cetatea Dăbâca. Această menționare a satului a dus la estimarea apariției sale undeva în secolul X.
Apare ulterior menționat în 1329 (terra Mochy), 1332 (sacerdos de Mooch), 1384 (Mochy), 1412 (poss. Mooch), 1430-1458 (poss. Moch), 1430 (poss. Mocz), 1438 (Moacz), 1457 (Moch), 1467 (Mach), 1733 (Mots), 1750 (Mocs), 1805 (Mocs).
În secolele XIV-XVI Mociu apare pe rând ca domeniu aparținând familiilor nobiliare Szentkiralyi, Forroi, Haller, Esterhazi, Booth și Mocsi.
Mociu mai este cunoscut și deoarece pe 3 februarie 1882, aici a căzut cel mai mare meteorit de pe teritoriul României. De pe o suprafață de 70 km2 s-au adunat în jur de 1.000 bucăți de meteorit. Cel mai mare fragment a fost de 37,5 kg și este expus în prezent la Facultatea de Biologie și Geologie a Universității Babeș-Bolyai din Cluj-Napoca, alte fragmente sunt expuse la diverse alte muzee.

## Primari
- 2004-2008: Giorgel Dumitru Achiș (PD)
- 2008-2012: Horvath Marton (U.D.M.R.)
- 2016-prezent Focșa Vasile (P.N.L.)

## Date geografice
Comuna Mociu se află în partea de sud-est a județului Cluj, la 40 kilometri de Cluj-Napoca. Comuna este dispusă într-o zonă depresionară, în mijlocul unor coline. Fertilitatea solurilor brune de pădure predominante și climatul temperat continental ferit în general de vânturi, au conferit zonei denumirea de câmpie, denumire care nu este legată de formele de relief existente, ci de faptul că pentru mult timp zona a fost considerată "Grânarul Transilvaniei".
Altitudinea zonei se situează între 294 m la Valea Roșieni și 490 m în Tigă, vestul satului Boteni. Între 400 și 490 de metri altitudine există platourile Turmaș, Botăș, Haler, Șușpătac, Hagău, Fânațe, Poderei, ș.a. Aici sunt întâlnite numeroase păduri - pădurea Biteni, Ocoliș, Crișeni, Spini, Dumbrava-Ghiriș, Toag și cea mai mare dintre ele, Pădurea Lată.
Rețeaua hidrografică este slab reprezentată, prin mici cursuri de apă ca Valea Crișeniului, Valea Zorenilor, Botănaș, Heler, Valea Morii, Valea Roșieni, Valea Chesăului, Valea Ghirișului. În văi mai există încă mici ochiuri de apă, rămășițe ale fosturilor lacuri existente odată.

### Clima

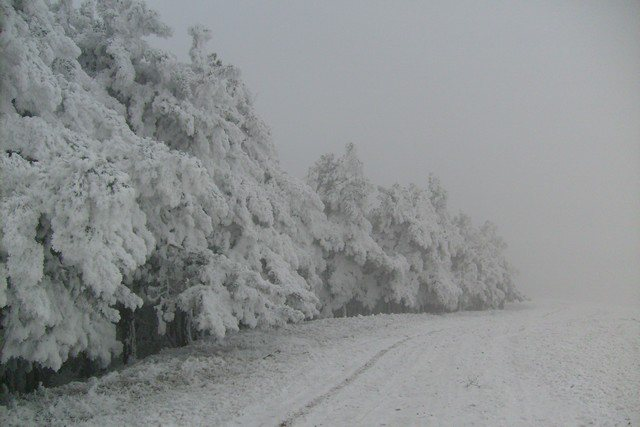
"Locul Popii", iarna

Clima este una boreală, cu ierni relativ reci, primăveri și ierni geroase. Temperatura maximă, măsurată în luna iulie, este de obicei app. 28 °C, temperatura minimă se înregistrează de obicei la Recea, Fântânița și Șușpătac.
Vânturile sunt reduse ca și intensitate, vara vântul de vest aduce ploile, iar iarna bat vânturile de est și nord, aducând cu ele scăderi de temperatură. Precipitațiile sunt temperat-continentale, cu o medie de 500 mm. Primele ninsori apar în prima parte a lunii decembrie, ținând până în luna martie. Umiditatea medie e aerului este de 6,5 la sută.

### Flora și fauna
Flora este una caracteristică silvostepei, cu specii de stejar, arțar, carpen, frasin, salcâm și vegetație ierboasă formată din pirul gros, păiuș, coada șoricelului, colilia, rogoz, coada vulpii, trestie. La granița dintre satul Boteni și comuna Suatu se află o rezervație botanică de 4 hectare, unde se găsesc specii pontico-mediteraneene, xerofilo-pontice, ș.a. În rezervație crește și Cocoșul lui Peterfi (Astragalus peterfi), plantă pe cale de dispariție în România.
Fauna este de asemenea una tipică silvostepei cu animale ca iepurele, vulpea, mistrețul, căprioara, pisica sălbatică, bursucul, dihorul, ș.a. Printre păsările întâlnite în zonă se află fazanul, potârnichea cenușie, coțofana, stăncuța, graurul, pupăza, codobatura, rândunica, barza, lăstunul ș.a.
La marginea Legii se află rezervația ornitologică Lacul și Valea Legii, declarată rezervație naturală în 1967. Pe cele 300 de hectare ale rezervației se întâlnesc numeroase specii de păsări migratoare. Aici se găsește și o specie de caracudă în 3 culori (albastru, galben și verde), specie aflată pe cale de dispariție.

### Alcătuire și dispunere
Comuna este alcătuită din 9 localități: Boteni, Chesău, Crișeni, Falca, Ghirișu Român, Roșieni, Turmași, Zorenii de Vale și centrul de comună Mociu. Se învecinează la nord cu comuna Pălatca, la nord-est cu comuna Geaca, la est cu comuna Cămărașu, la sud-est cu orașul Sărmașu, la sud cu comuna Frata, la vest cu comuna Suatu, iar la nord-vest cu comuna Căianu. Comuna este traversată de DN 16 Cluj-Napoca - Apahida - Tg Mureș.

## Demografie
Componența etnică a comunei Mociu
     Români (68,94%)
     Romi (12,91%)
     Maghiari (12,06%)
     Alte etnii (0,06%)
     Necunoscută (6,03%)
Componența confesională a comunei Mociu
     Ortodocși (75,03%)
     Reformați (8,03%)
     Adventiști (4,36%)
     Baptiști (2,06%)
     Penticostali (2%)
     Greco-catolici (1,18%)
     Alte religii (1,09%)
     Necunoscută (6,24%)
Conform recensământului efectuat în 2021, populația comunei Mociu se ridică la 3.300 de locuitori, în scădere față de recensământul anterior din 2011, când fuseseră înregistrați 3.313 locuitori. Majoritatea locuitorilor sunt români (68,94%), cu minorități de romi (12,91%) și maghiari (12,06%), iar pentru 6,03% nu se cunoaște apartenența etnică. Din punct de vedere confesional, majoritatea locuitorilor sunt ortodocși (75,03%), cu minorități de reformați (8,03%), adventiști (4,36%), baptiști (2,06%), penticostali (2%) și greco-catolici (1,18%), iar pentru 6,24% nu se cunoaște apartenența confesională.

## Politică și administrație
Comuna Mociu este administrată de un primar și un consiliu local compus din 13 consilieri. Primarul, Vasile Focșa[*], de la Partidul Național Liberal, este în funcție din 2016. Începând cu alegerile locale din 2024, consiliul local are următoarea componență pe partide politice:
|  | Partid                                 | Consilieri | Componența Consiliului | Componența Consiliului | Componența Consiliului |
|  | -------------------------------------- | ---------- | ---------------------- | ---------------------- | ---------------------- |
|  | Partidul Social Democrat               | 3          |                        |                        |                        |
|  | Partidul Național Liberal              | 3          |                        |                        |                        |
|  | Alianța pentru Unirea Românilor        | 2          |                        |                        |                        |
|  | Partidul Puterii Umaniste              | 1          |                        |                        |                        |
|  | Uniunea Democrată Maghiară din România | 1          |                        |                        |                        |
|  | Partida Romilor „Pro Europa”           | 1          |                        |                        |                        |
|  | Partidul Național Conservator Român    | 1          |                        |                        |                        |
|  | Partidul Mișcarea Populară             | 1          |                        |                        |                        |

### Evoluție istorică

#### Structura etnică a comunei
De-a lungul timpului populația comunei a evoluat astfel:
Mociu - evoluția demografică

|  | Graficele sunt indisponibile din cauza unor probleme tehnice. Mai multe informații se găsesc la Phabricator și la wiki-ul MediaWiki. |

Date: Recensăminte sau birourile de statistică - grafică realizată de Wikipedia

La nivelul comunei există un grad ridicat al toleranței etnice și religioase, concretizat prin multiple acțiuni social-culturale care se desfășoară în comun (ansambluri de dansuri populare multietnice, recunoscute în întreaga regiune).

#### Structura confesională a comunei

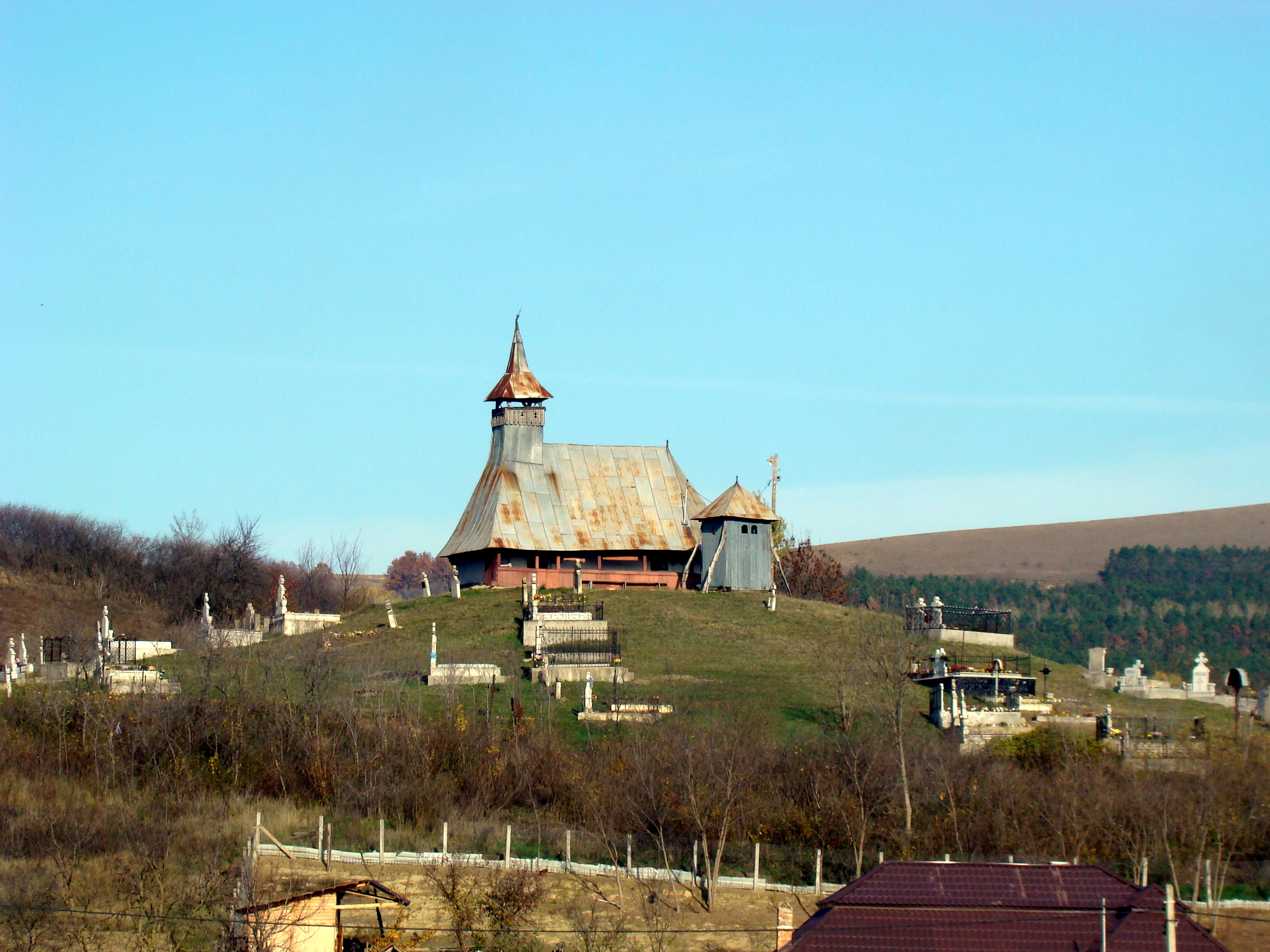
Biserica de lemn din satul Crișeni, monument istoric

Din punct de vedere confesional evoluția demografică a comunei Mociu fost următoarea:

#### Structura etnică a satului
De-a lungul timpului populația satului Mociu a evoluat astfel:

#### Structura confesionalǎ a satului
La nivelul satului Mociu structura religioasǎ se prezintǎ astfel:

## Date economice
Economia comunei este preponderent agrară, comuna având un potențialul ridicat în acest sens. Resursele naturale (mai ales gazul metan), rețeaua de drumuri ce străbate teritoriul comunei, târgurile de țară ce se organizează periodic aici oferind localității o poziție cheie în Câmpia Transilvaniei.

## Obiective turistice
- În zona satului Boteni se află Rezervația Botanică Suatu, cu o suprafață de 4 ha.
- Rezervația ornitologică Lacul și Valea Legii, cu o suprafață de 300 ha.
- Biserica reformată din Chesău, satul Chesău, (sec XIV)
- Biserica reformată din Boteni, satul Boteni, (sec XIV)
- Biserica Ortodoxă "Sf. Arhangheli", satul Chesău, (construită integral din lemn)
- Biserica Ortodoxă "Sf. Arhangheli", satul Crișeni, (construită integral din lemn)
- Cabana turistică de la Zoreni
- Lacul din Zorenii de Vale, un lac frecventat de împătimiții pescuitului

## Etnografie
Bogăția și varietatea folclorului local sunt cel mai bine surprinse în cadrul festivalurilor ce se organizează în comună, Târgul Secerii (16 august) și Jocul de pe Câmpie (în prima duminică a lunii septembrie) ce atrag numeroși vizitatori.
De remarcatlacul din ZORENII DE VALE, un lac foarte vechi si in acelasi timp foarte frumos. Este asezat la poalele dealului Cionca și Valea Rosieni.

## Personalități
[www.primariamociu.ro]
LIVIU DAN

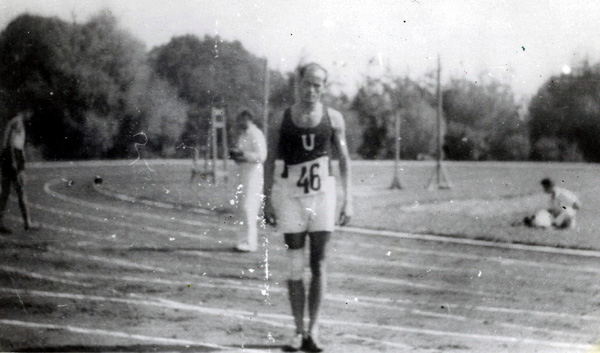
Ion Moina in 1946

Om de înaltă ținută  până în ultima clipă a vieții sale, exemplu viu de corectitudine în familie și societate, respect, onestitate și dragoste față de semeni, iubitor de familie, neam și patrie, fiul medicului Ioan Dan și a  Aureliei Dan, născută Gherman,  Liviu Dan s-a născut în 24 martie 1884, în Mociu, județul Cluj.  
     Clasele primare și gimnaziale le-a urmat în localitatea natală. Copilăria petrecută în Mociu i-a sfârșit după ce părinții au luat hotărârea ca fiul lor să se înscrie la liceu. Liviu Dan urmează cursurile Liceului German din Bistrița, într-un spațiu care nu a mai corespuns cerințelor de atunci, ceea ce a făcut ca directorul gimnaziului, Georg Fischer,  să apeleze la donații.  Potrivit paginii oficiale a Colegiului Național „Liviu Rebreanu” Bistrița printre donatorii construirii Gimaziului Evanghelic German se numără și tatăl lui Liviu Dan.
      Un foarte bun cunoscător al limbilor germană și maghiară, Liviu Dan se înscrie la Universitatea de Științe din Cluj și urmează cursurile Facultății de Drept.
În anul 1912 obține titlul de doctor în drept și științe de stat la Universitatea din Cluj, iar după finalizarea studiilor o întâlnește pe Lena Boier cu care se căsătorește în anul 1913 în localitatea de domiciliu a acesteia, Lechința, județul Bistrița-Năsăud. După oficierea căsătoriei, Dan Liviu împreună cu soția, se mută definitiv în Mociu.
       La vârsta de 30 de ani i se naște prima din cele trei fiice, Dan Livia. În actele de naștere ale acesteia, la rubrica privind părinții este stipulat: Dr. Dan Liviúsz ügyvéd (avocat) și Boier Helén în vârstă de 22 de ani. Dan Livia se căsătorește cu dr. Zaharie Radu la 21.09.1935 în localitatea Mociu și moare la data de 5.08.1995 în Brașov.
     Fiică mijlocie a lui Liviu și Elena Dan, Zoe Dan, căsătorită Andreeescu, s-a născută la 10 octombrie 1917 în Lechința și a decedat la vârsta de 25 de ani în Mociu la data de 7 martie 1943.
      În actul de naștere nr. 88 din 10.06.1920 este înregistrată la Mociu nașterea celei de-a treia fiice a prim-pretorului dr. Liviu Dan în vârstă de 36 de ani. Mama este înregistrată ca Lena Boieriu în vârstă de 28 de ani. Născută la data de 1.06.1920, Nora-Stela Dan  se căsătorește  la data de 15.02.1947 în localitatea Mociu cu avocatul Septimiu Sângiorzan și decedează în Brasov în anul 2014.
       Înainte de 1918,  avocatul Liviu Dan a fost membru al Partidului Național Român, iar ulterior a intrat în Partidul Național Țărănesc, aripa Iuliu Maniu,  partid care l-a avut, printre fruntașii de marcă pe fatele său mai mic, dr. Sever Dan, avocat de profesie și el. Sever Dan a fost delegatul localității Mociu la Marea Adunare de la Alba Iulia de la 1 decembrie 1918, cu mandatul precis să voteze pentru unirea tuturor românilor. Se pare că Liviu Dan l-a însoțit pe fratele său la Alba Iulia, acesta din urmă fiind ales membru în Marele Sfat Național Român în Adunarea de la Alba Iulia la 1 decembrie 1918.
     După 1918, în calitate de prim-pretor, Liviu Dan participă la preluarea administrației românești. A fost prim-pretor al plasei Mociu până în 1922, când, prin Înaltul decret regal nr. 577 din 3 februarie 1922, a fost numit prim-notar II la subprefectura județului Cojocna.
Potrivit documentelor din arhiva Primăriei Comunei Mociu, în anul 1928 Liviu Dan este membru al Consiliului Local Mociu și avocat în Mociu până în 1932.
În timpul guvernării PNȚ, prin Decretul regal nr. 1.925 din 8 iunie 1932, Liviu Dan este numit în funcția de prefect al județului Cluj, funcție ce o va ocupa între 11 iunie 1932 și 13 noiembrie 1933.
În perioada celui de-al Doilea Război Mondial și ulterior, Liviu Dan a fost notar public în Mociu.
După marea naționalizarea de la 11 iunie 1948, acesta s-a extins chiar și a unei mari părți din locuințe de proprietate privată. În sat se vorbea de casa lui „Dănoaie” și că „A lu’ Danu or fost mari gazde și oameni cu învățătură”. Nici cabinatul notarial al lui Liviu Dan nu a scăpat naționalizării.  Făcâd parte din „marile gazde”, Liviu Dan urma să fie ridicat de Miliție și dus la Sighet. Planul Miliției nu a fost dus până la capăt deoarece se stinge din viață la data de 24 mai 1949, ora 17,00 în localitatea Mociu. Din nefericire, în noaptea de 5/6 mai 1950 fatele său, Sever Dan, a fost arestat și dus la penitenciarul Sighet fiind eliberat, grav bolnav, în 6 iulie 1955.
De religie greco-catolic, Dan Liviu își duce somnul de veci alături de alți membrii ai familiei în spatele B.O.R. Mociu II, biserică greco-catolică la acea data.
Liviu Dan a fost decorat cu „Steaua României” în grad de Ofițer.
Notă:  Fișă de informații cu privire la personalitatea lui Liviu Dan realizată de Secretarul Comunei Mociu, jr. Marin Ban-Boroșteanu 
- Ion Moina, atlet, profesor, campion balcanic la 100 m [21]

Părinții celebrului atlet sunt din Aruncuta {mama acestuia s-a născut în Aruncuta, numele de fată fiind Sărmășan Susana și a locuit pe actualul amplasament al casei de la nr. 312, fam. Tușa Ilie}, iar tatăl acestuia s-a născut în Soporu de Câmpie și a lucrat o perioadă la spitalul din Mociu, unde de altfel s-a născut și celebrul sportiv {informație furnizată de D-na Corpodean Ana din Aruncuta la 1 dec. 2009, verișoara - din partea mamei, cu celebrul sportiv}.
- Dănilă Deac (1856 - 1953), deputat în Marea Adunare Națională de la Alba Iulia;
- Ecaterina Moldovan (1874 - 1964), deputat în Marea Adunare Națională de la Alba Iulia;
- Sever Dan (1885 - 1961), deputat în Marea Adunare Națională de la Alba Iulia;
- Simion Budușan (1888 - 1934), deputat în Marea Adunare Națională de la Alba Iulia;
- Mircea Tomuș (1934 - 2022), critic, istoric literar;
- Marcel Socaciu (n. 1972), rugbist.

## Imagini

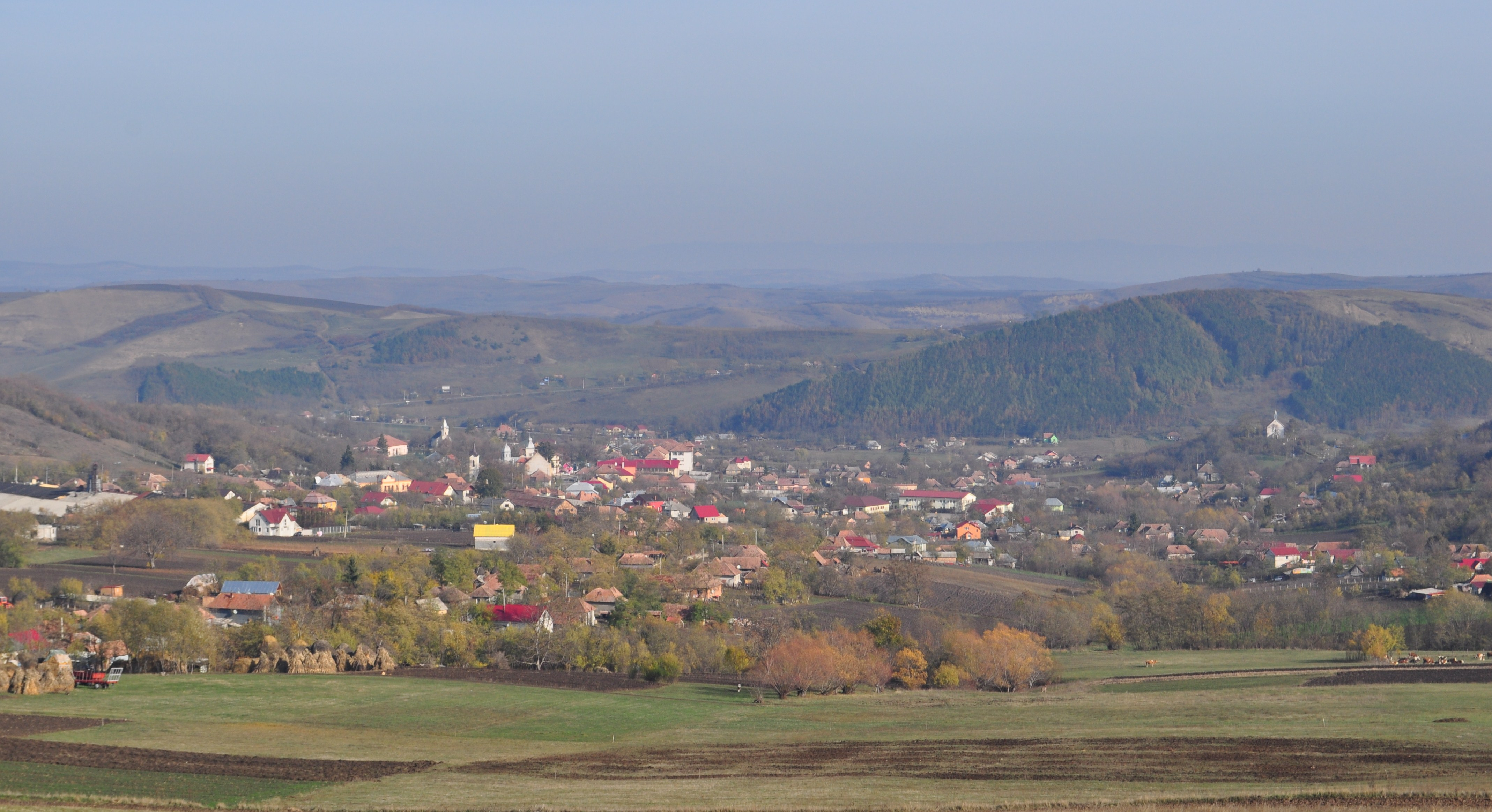
Satul Mociu
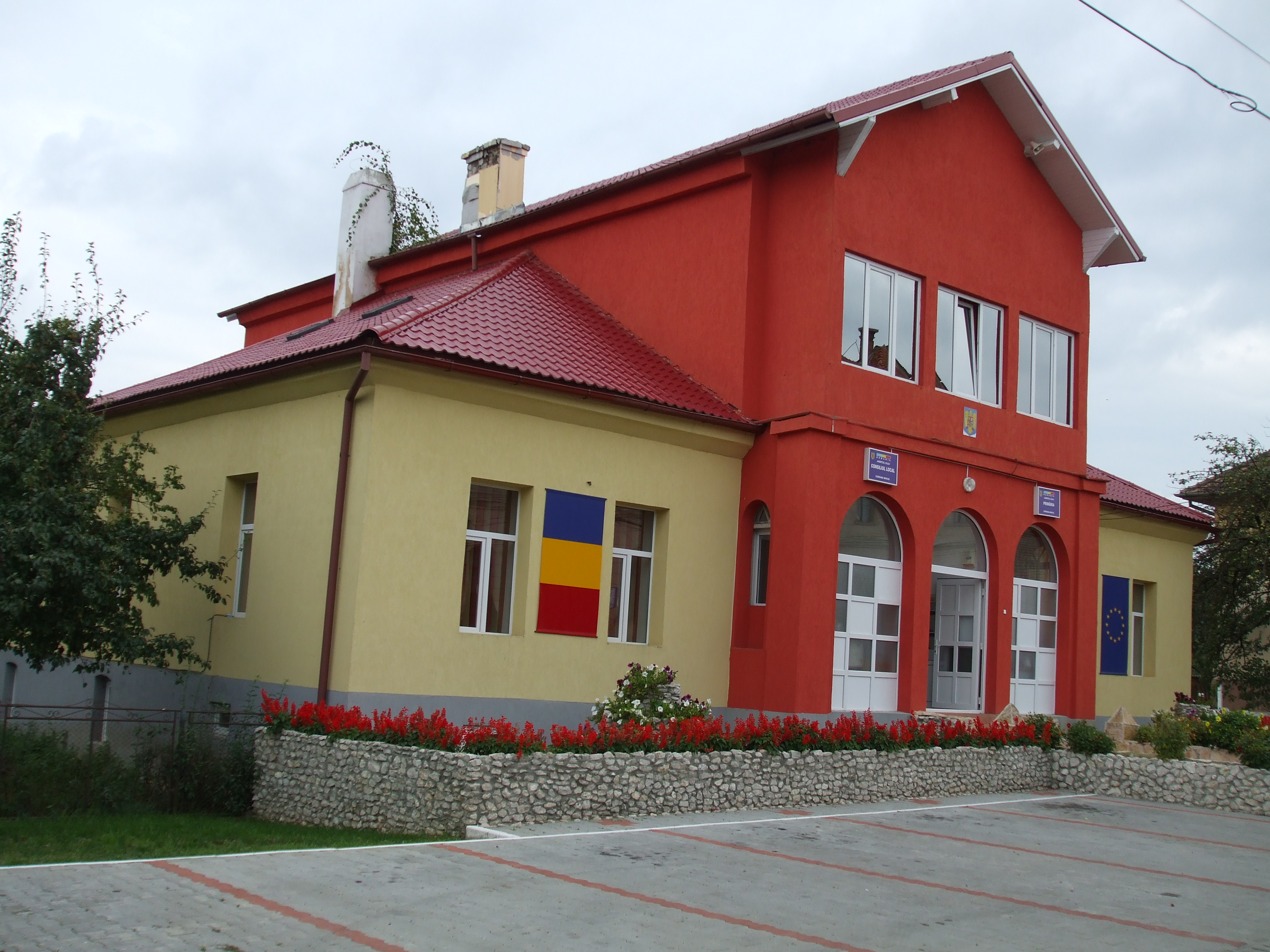
Primăria Mociu
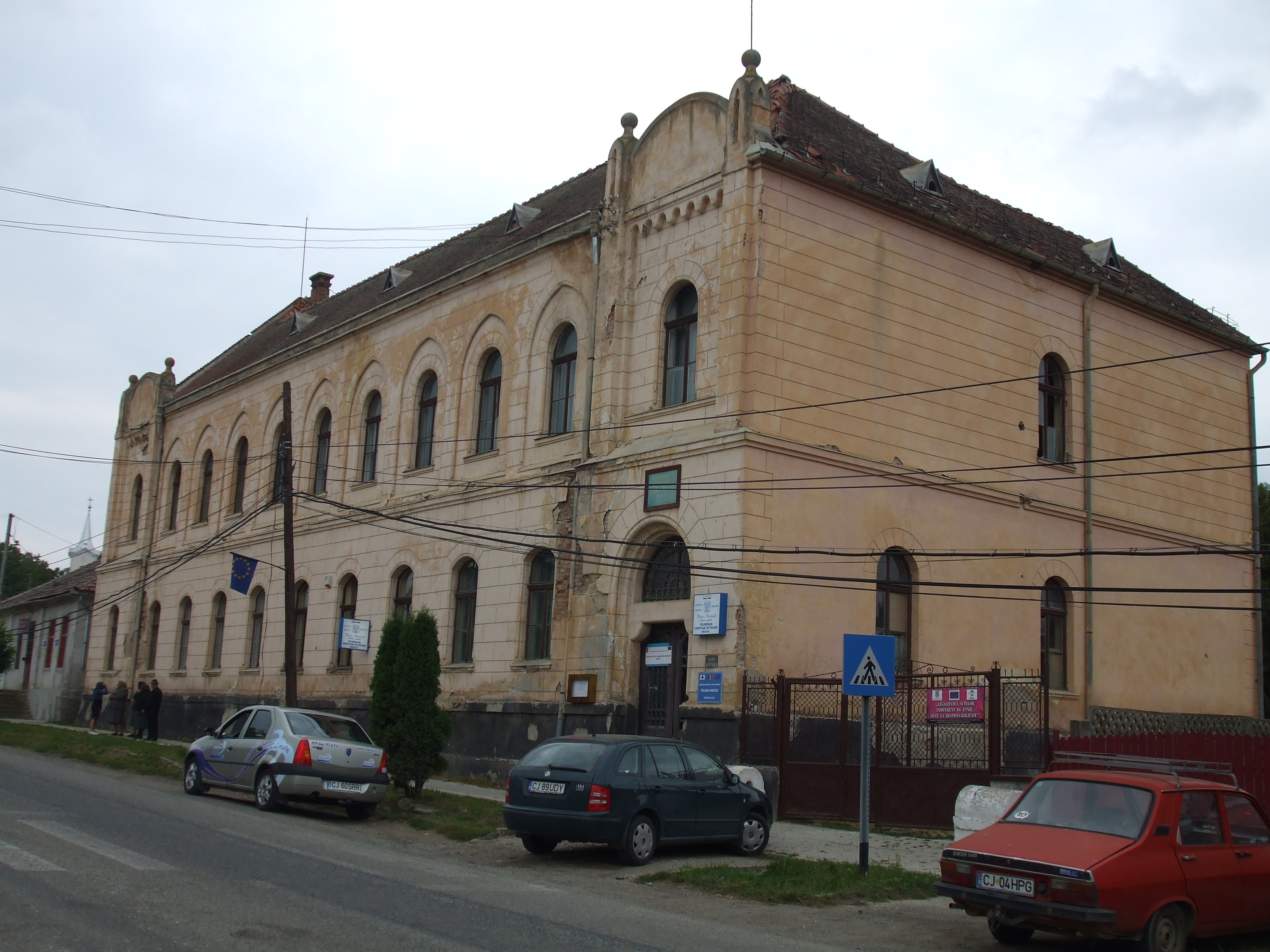
Sediu administrativ interbelic al comunei
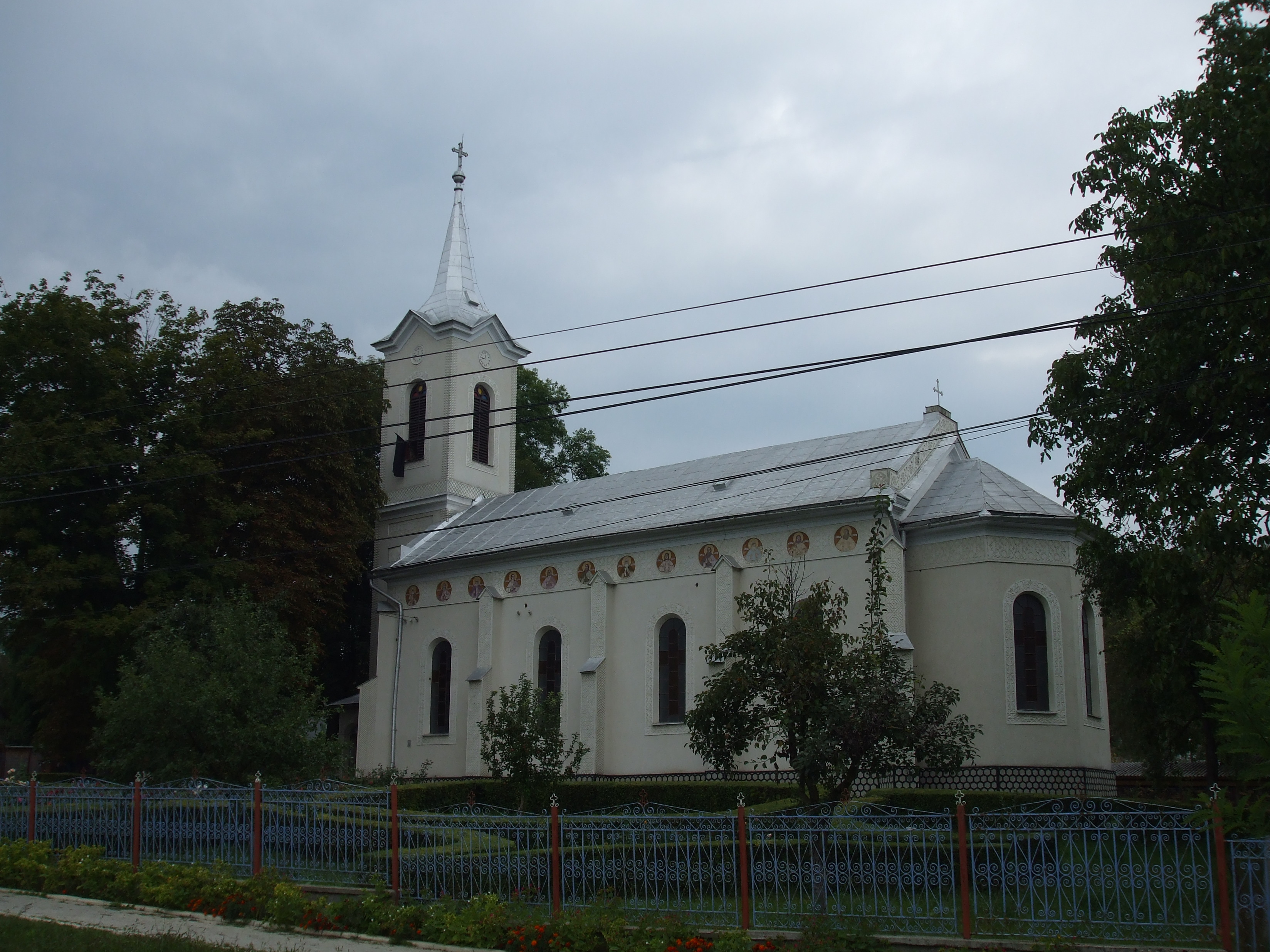
Biserica „Sf.Nicolae" din Mociu
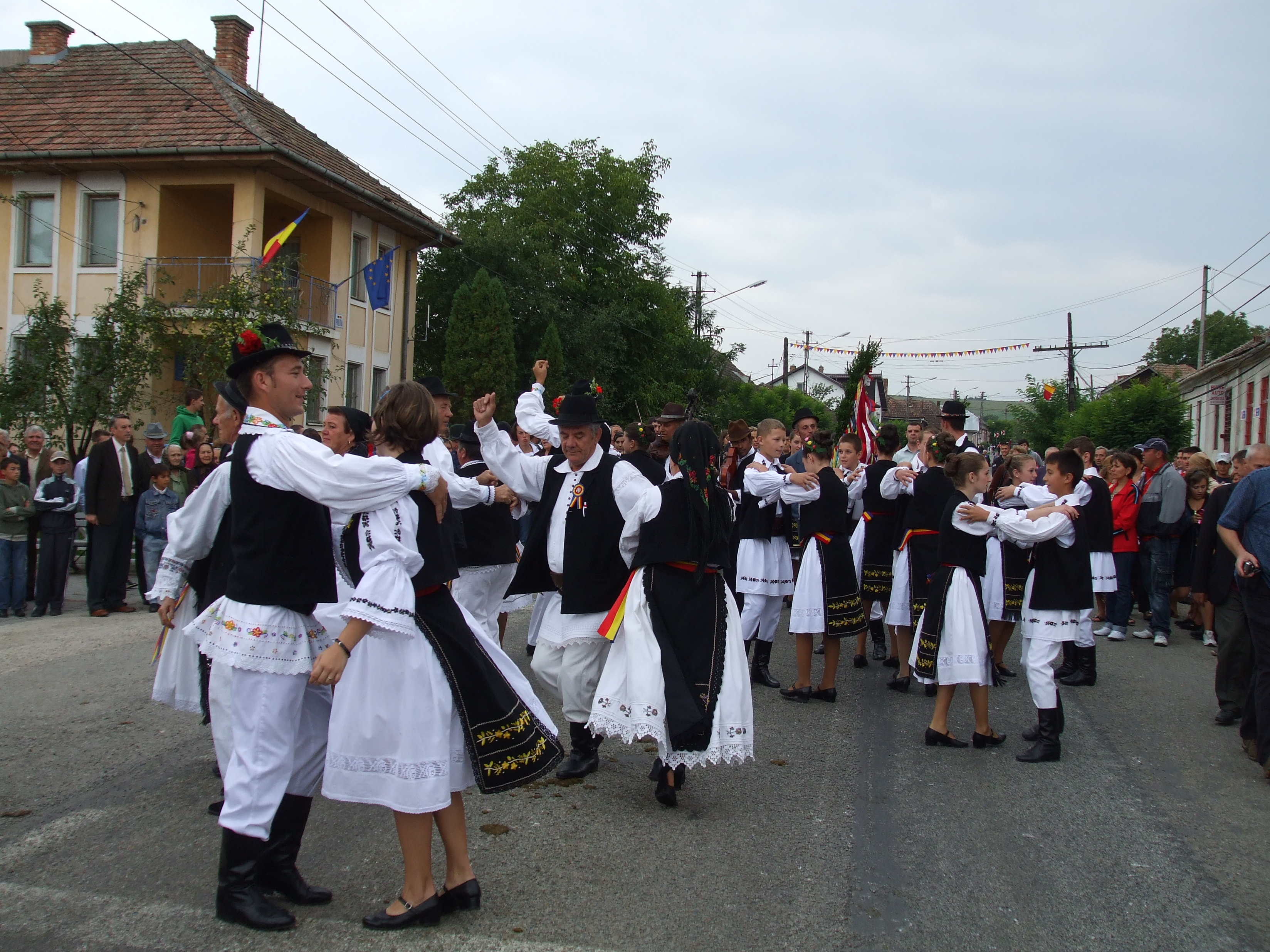
Mociu - Festivalul de folclor, ediția a XVI-a
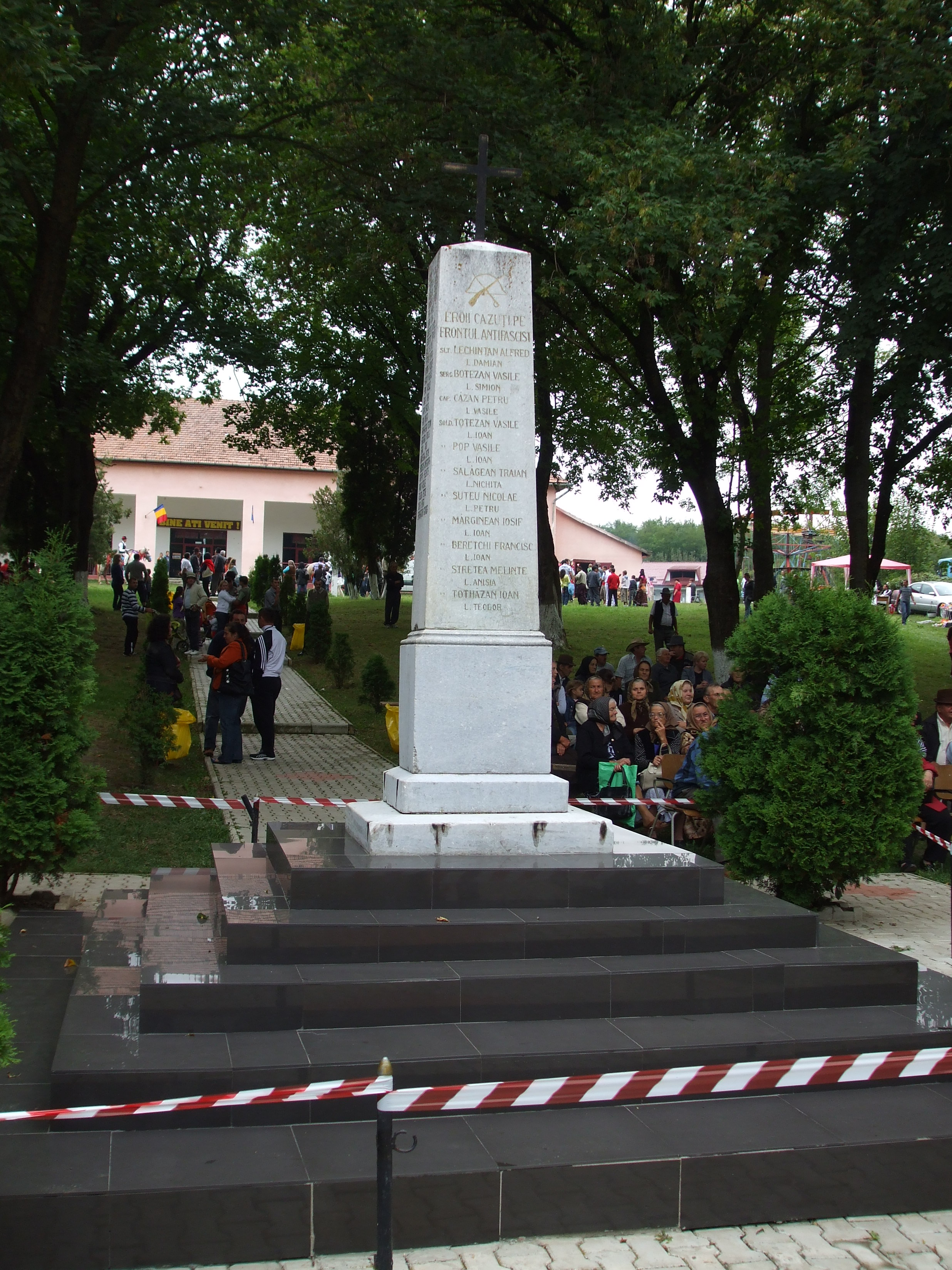
Mociu - monumentul eroilor
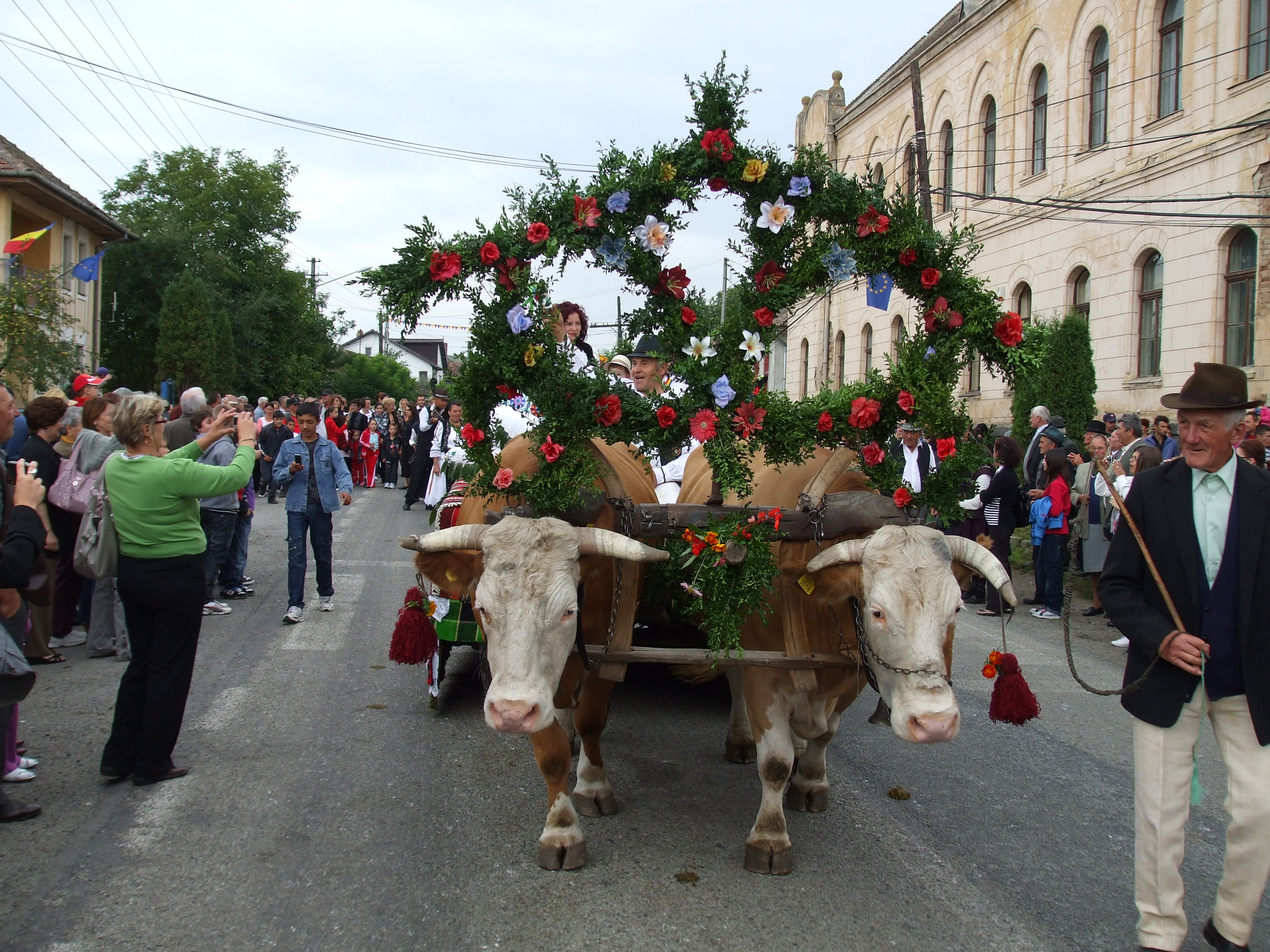
Mociu - Cununa secerișului
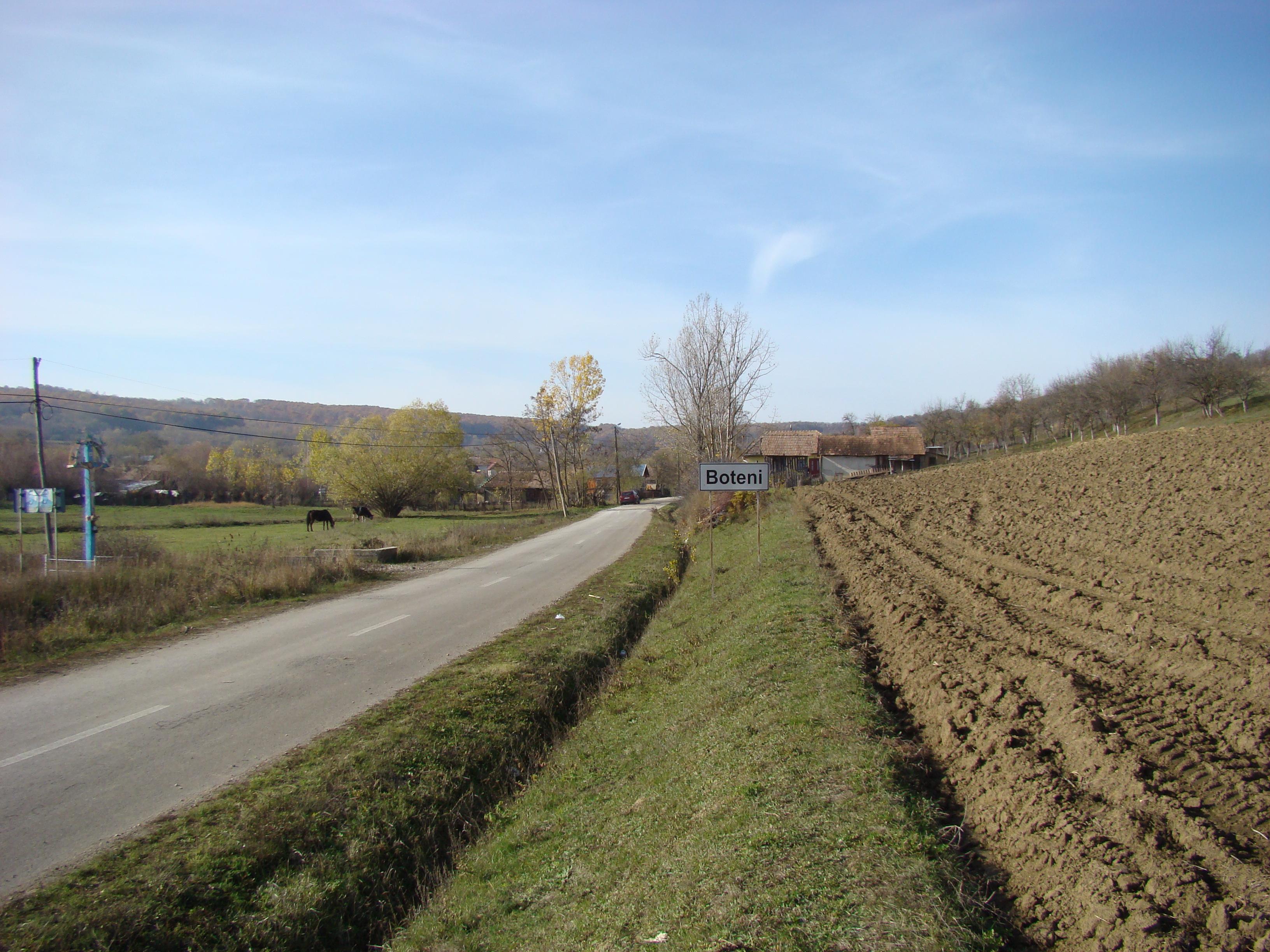
Boteni
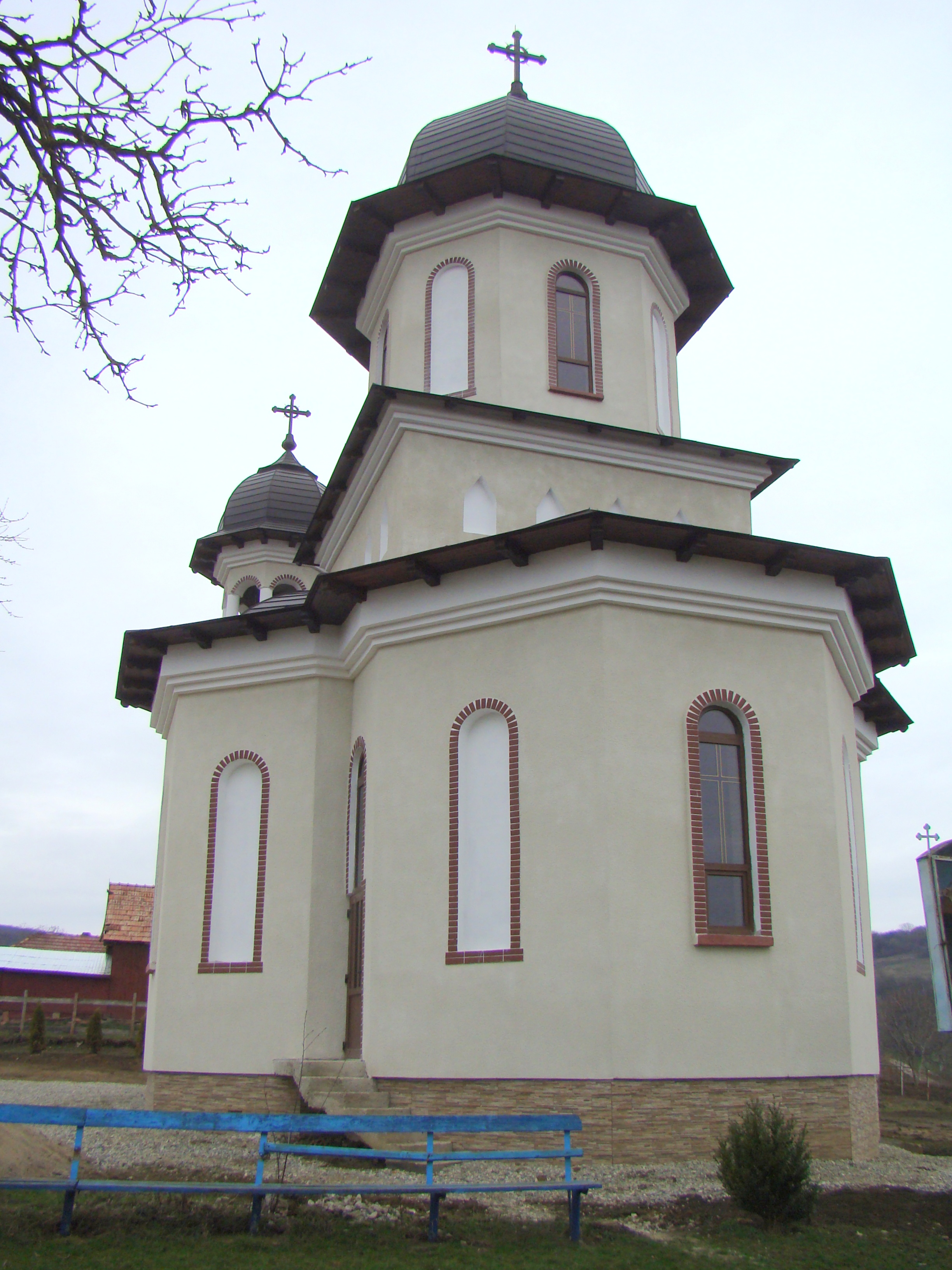
Biserica ortodoxă Pogorârea Sfântului Duh din Boteni
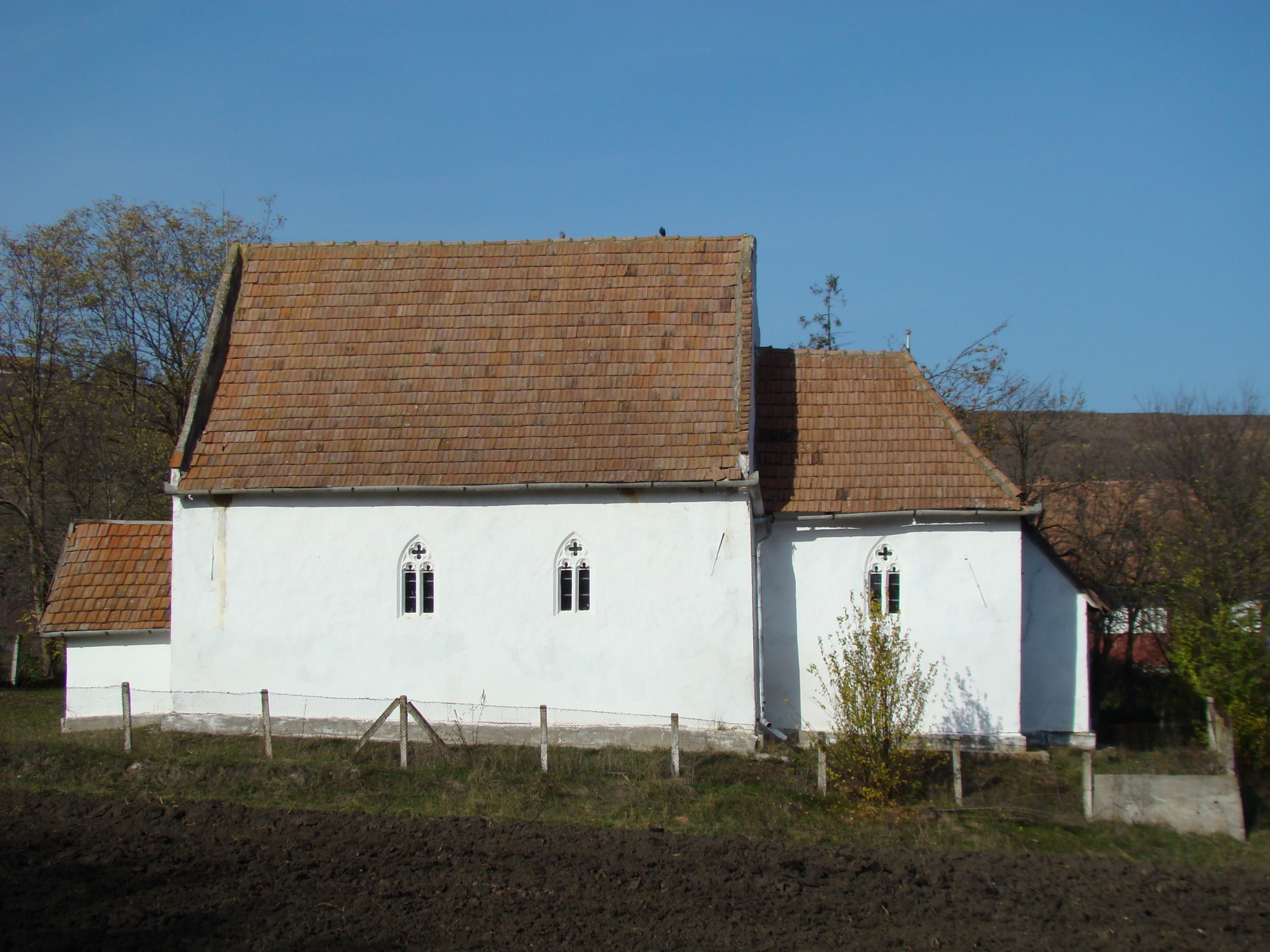
Biserica reformată din Boteni (monument istoric)
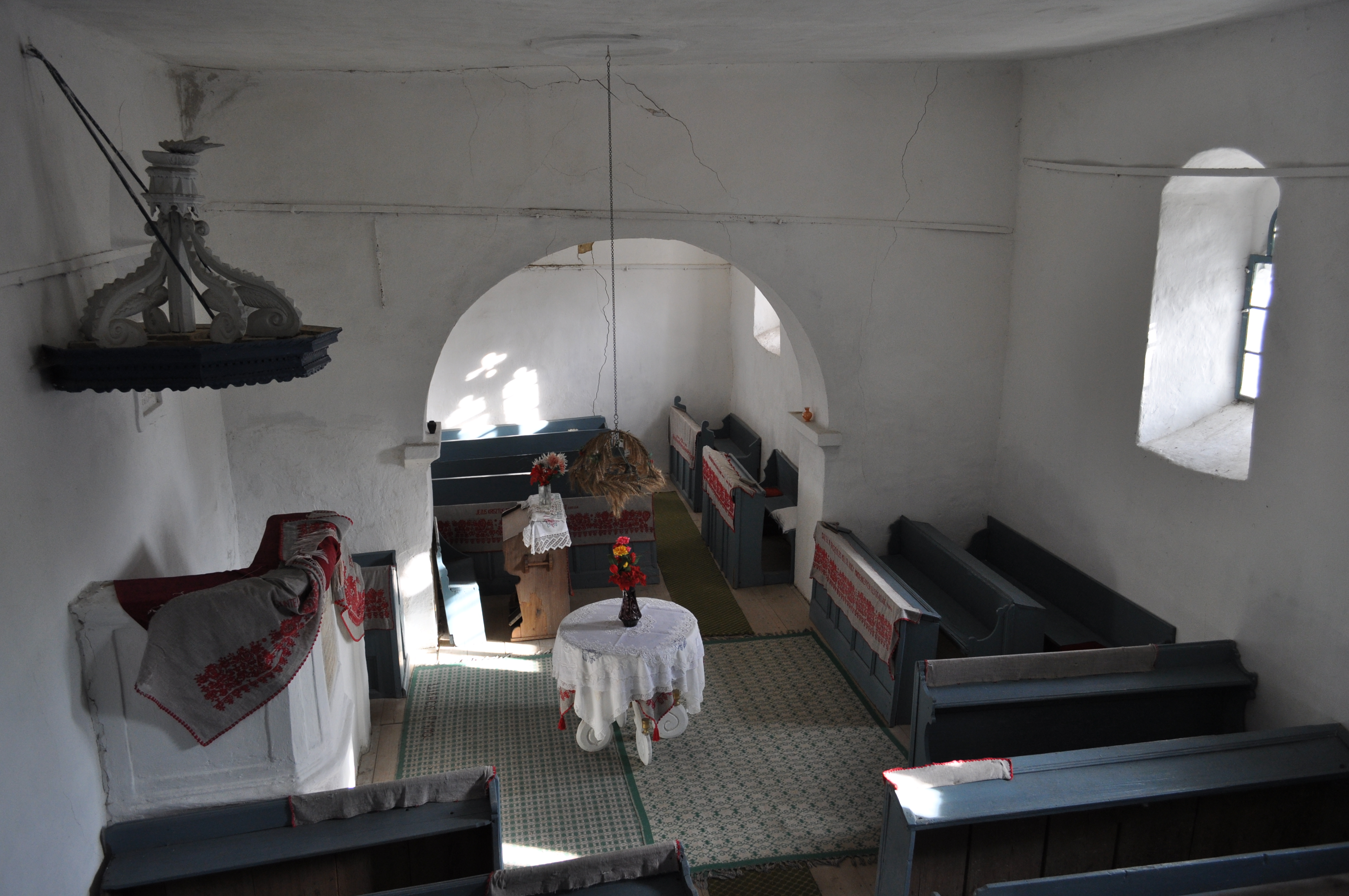
Biserica reformată din Boteni (monument istoric)
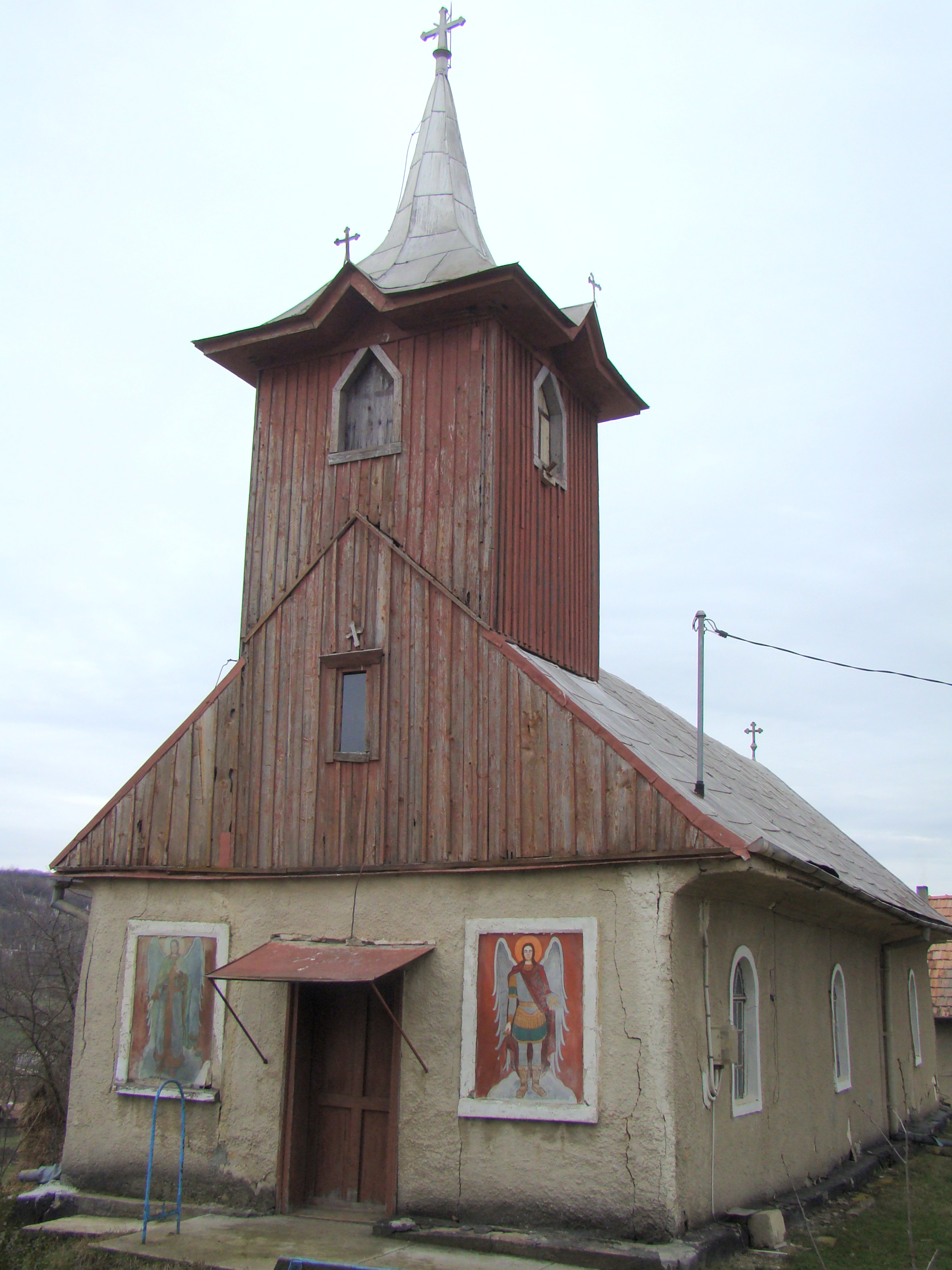
Biserica de lemn din Boteni
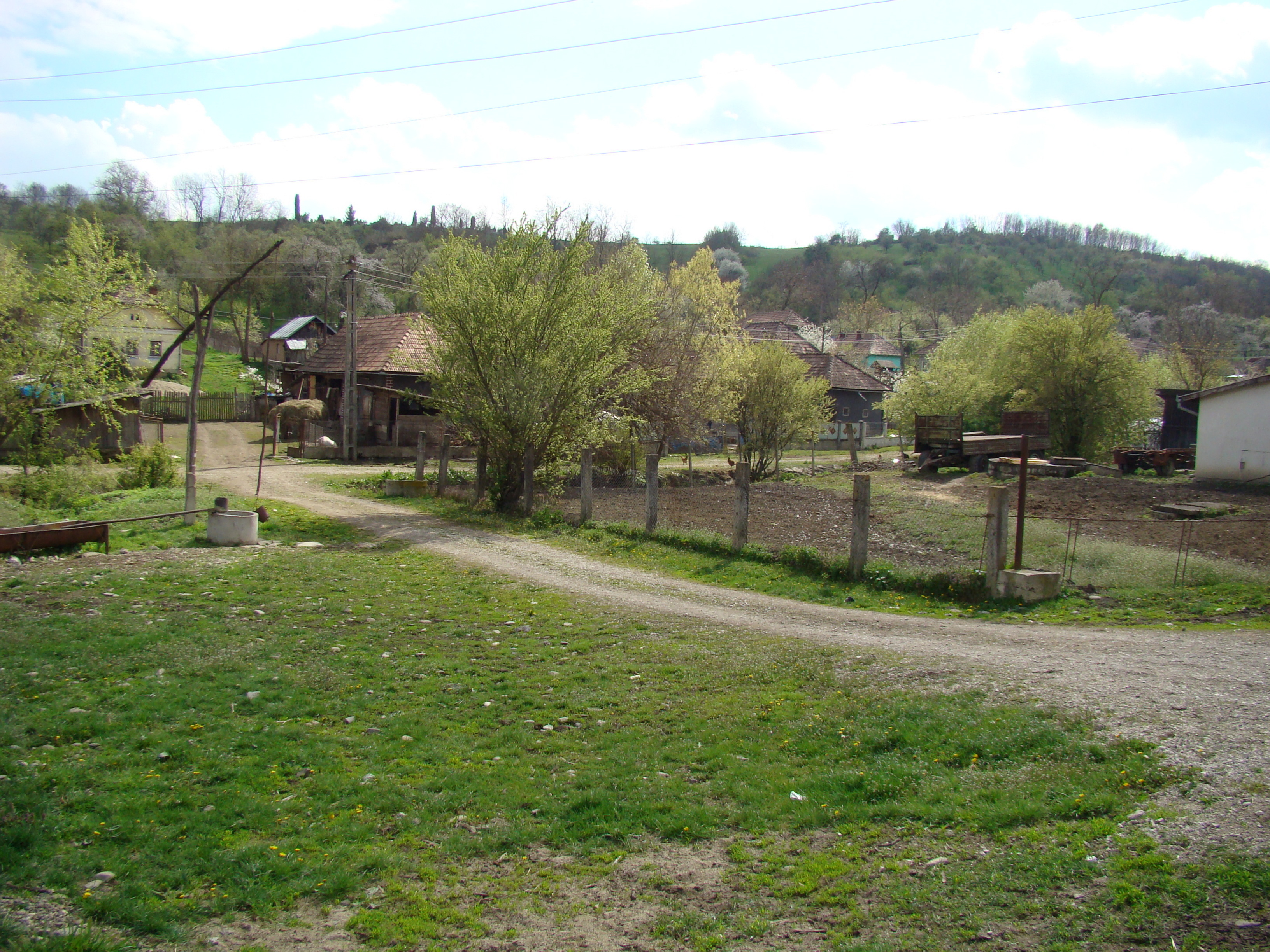
Chesău
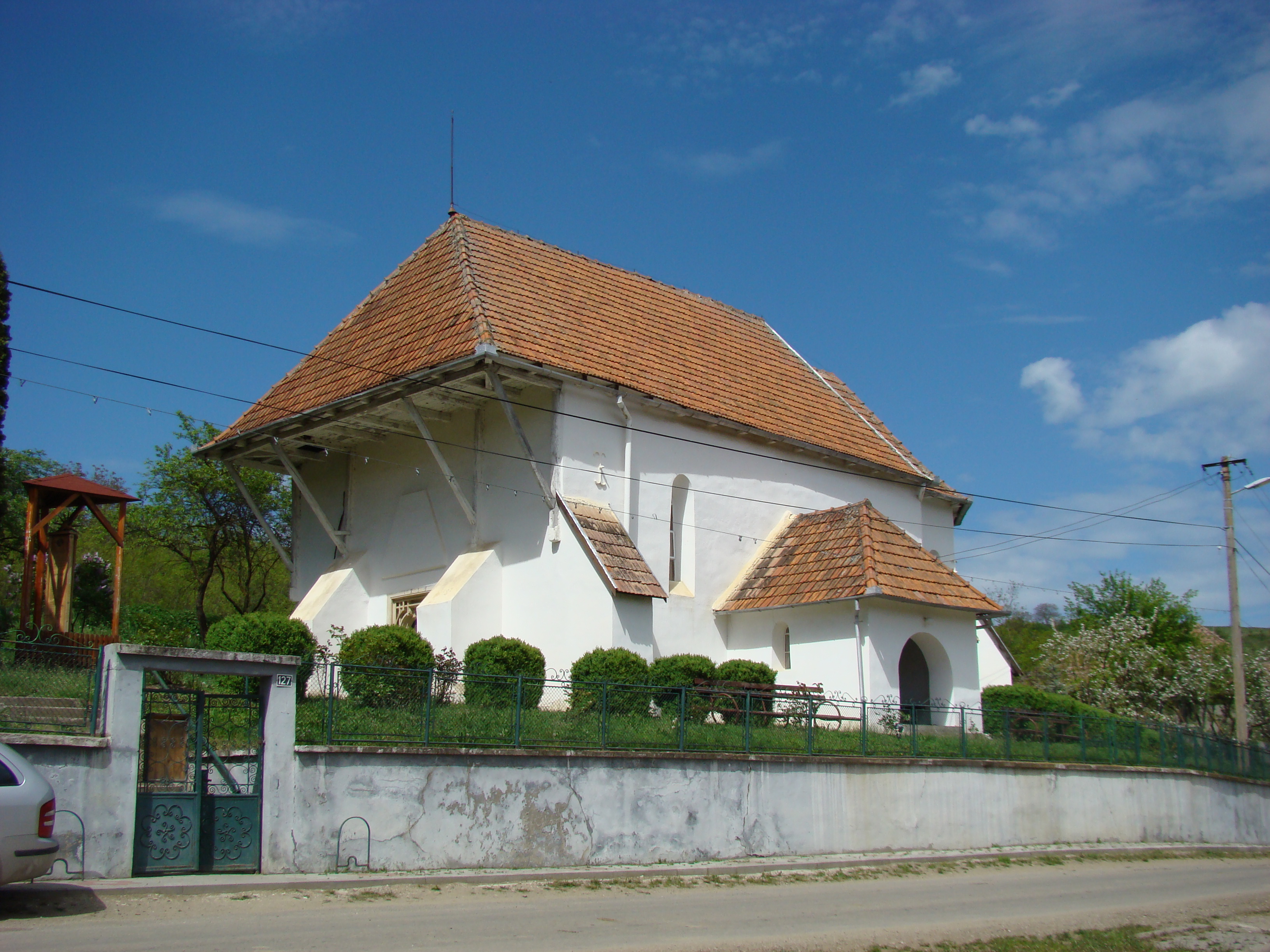
Biserica reformată din Chesău (monument istoric)
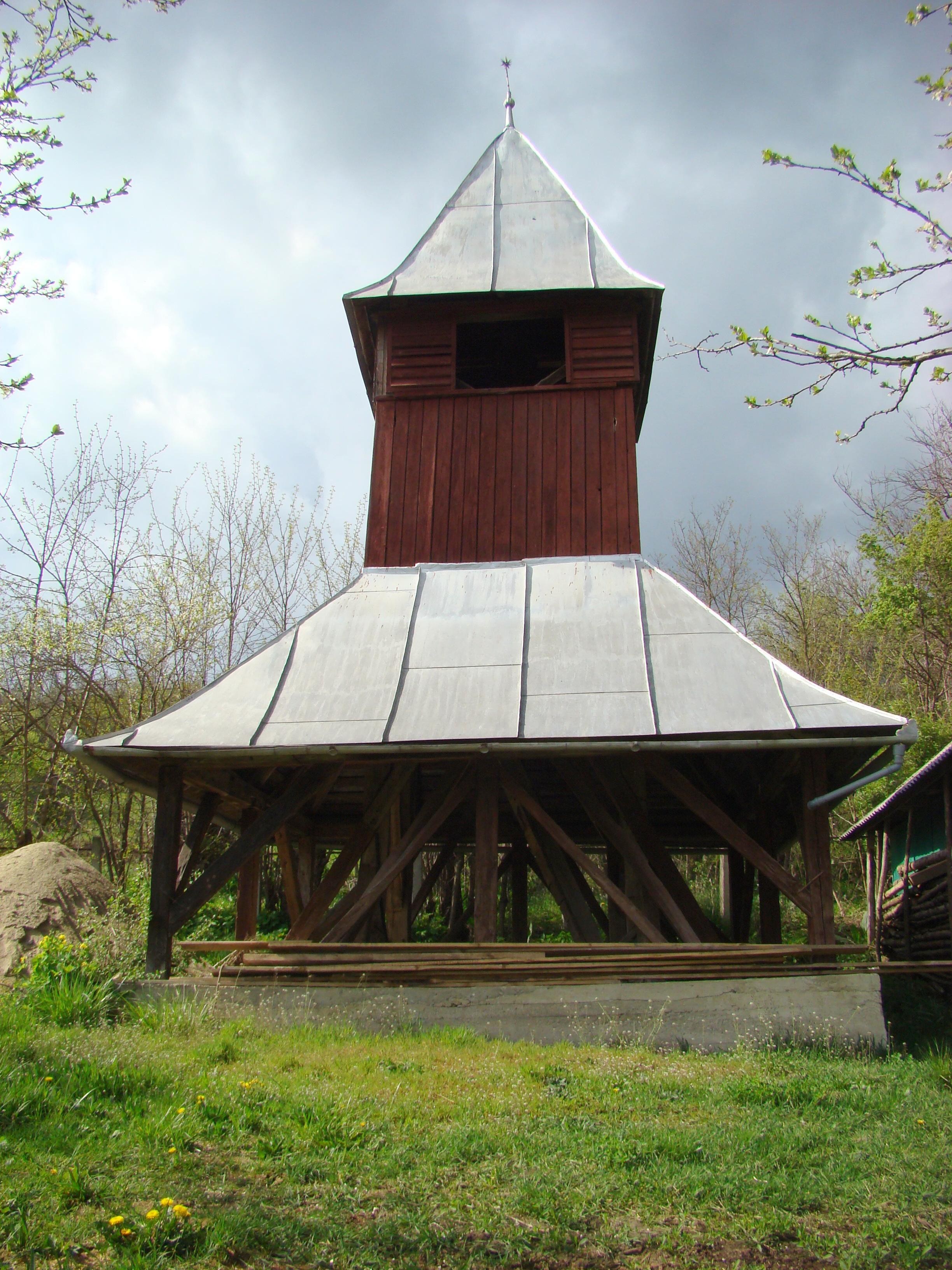
Clopotnița bisericii reformate
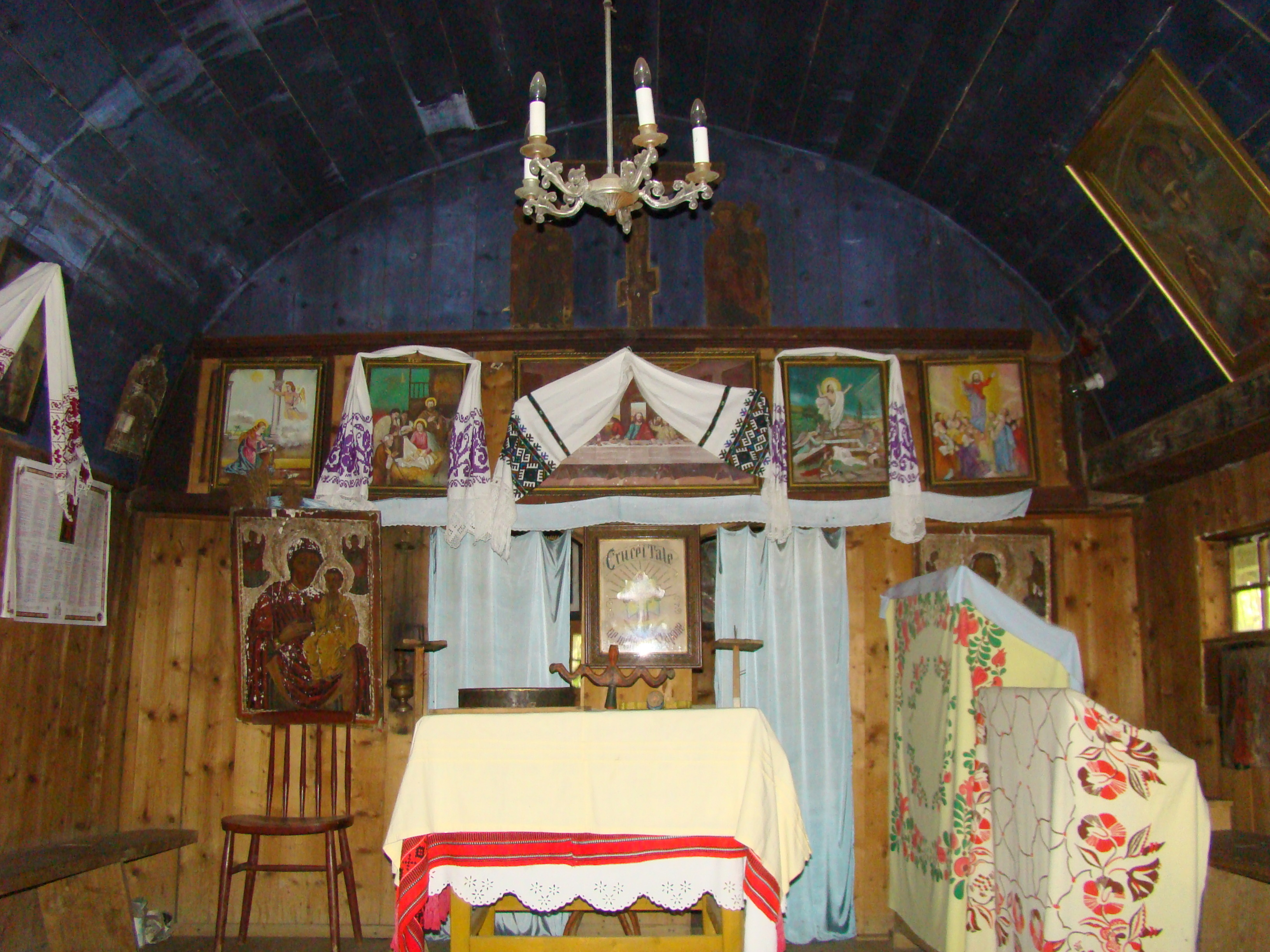
Biserica de lemn din Chesău (monument istoric)
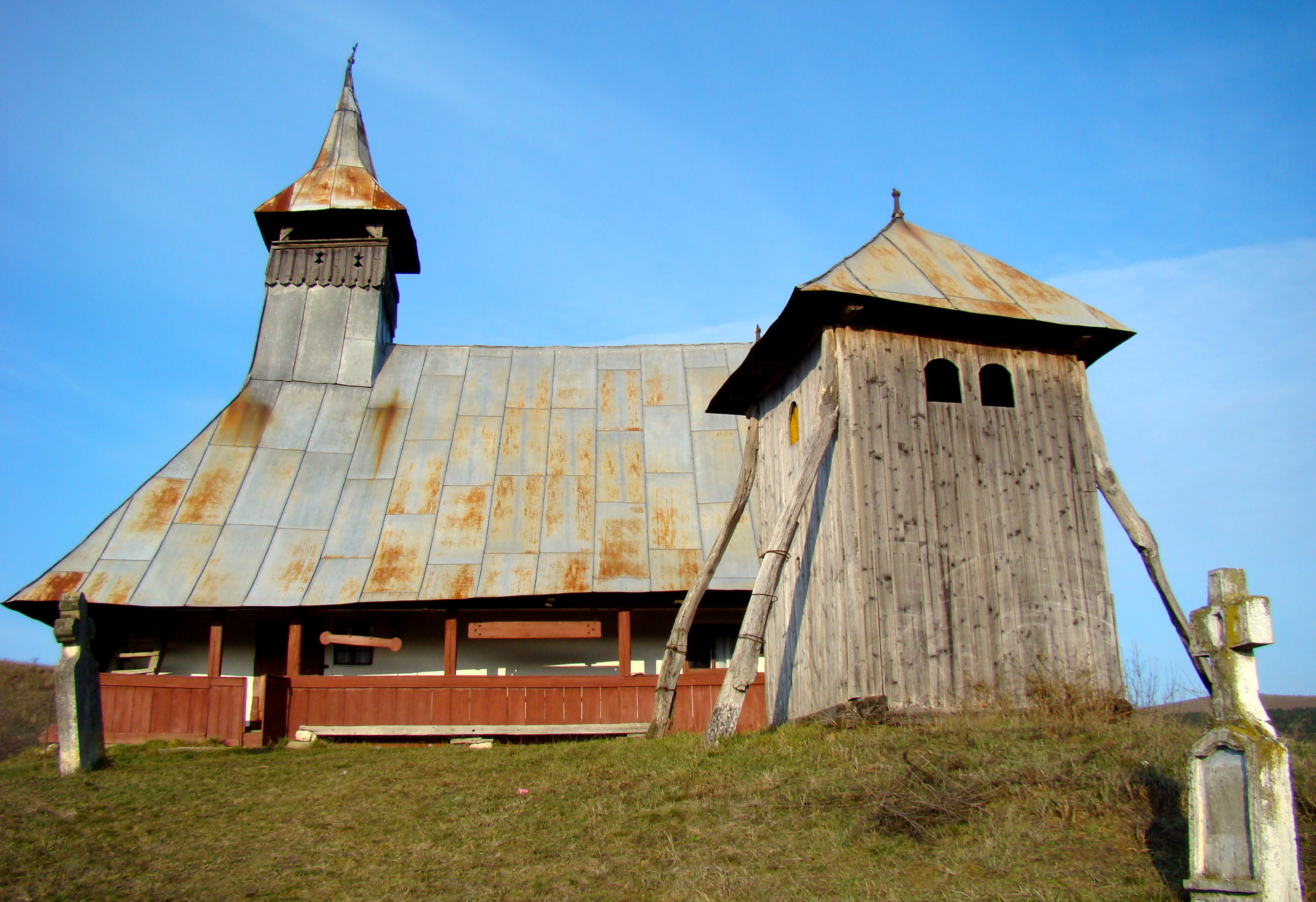
Biserica de lemn din Crișeni (monument istoric)
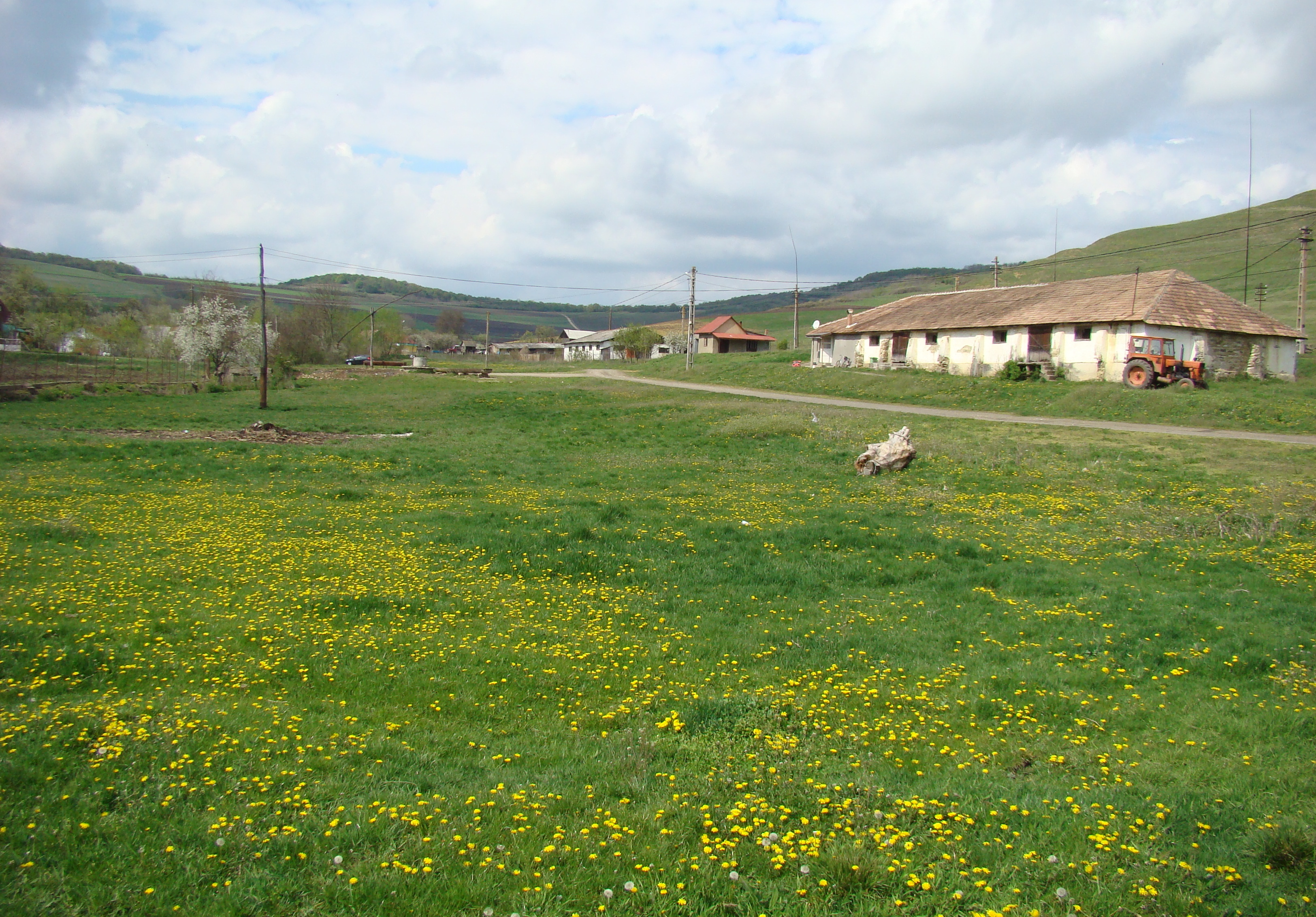
Ghirișu Român
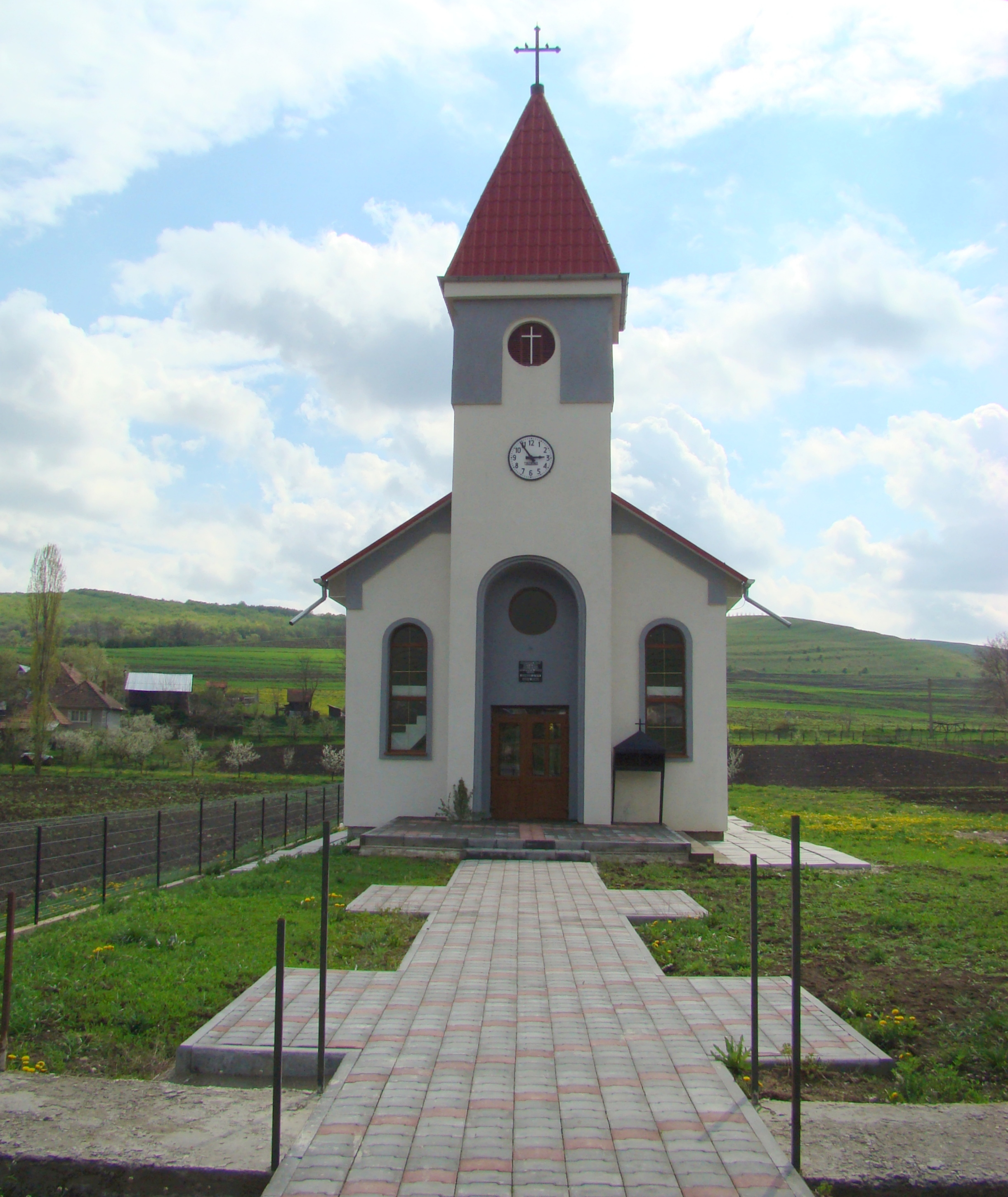
Biserica greco-catolică
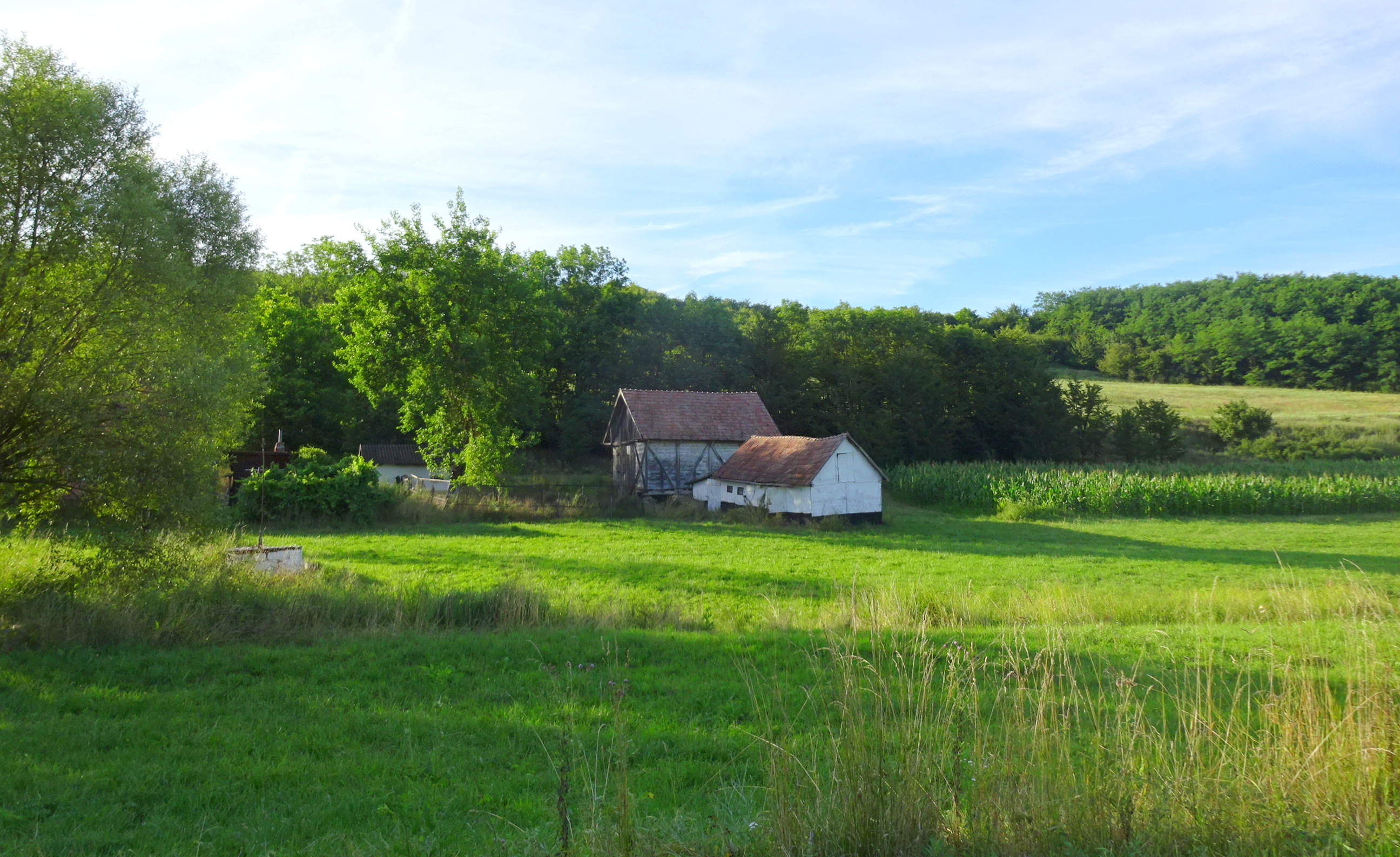
Roșieni
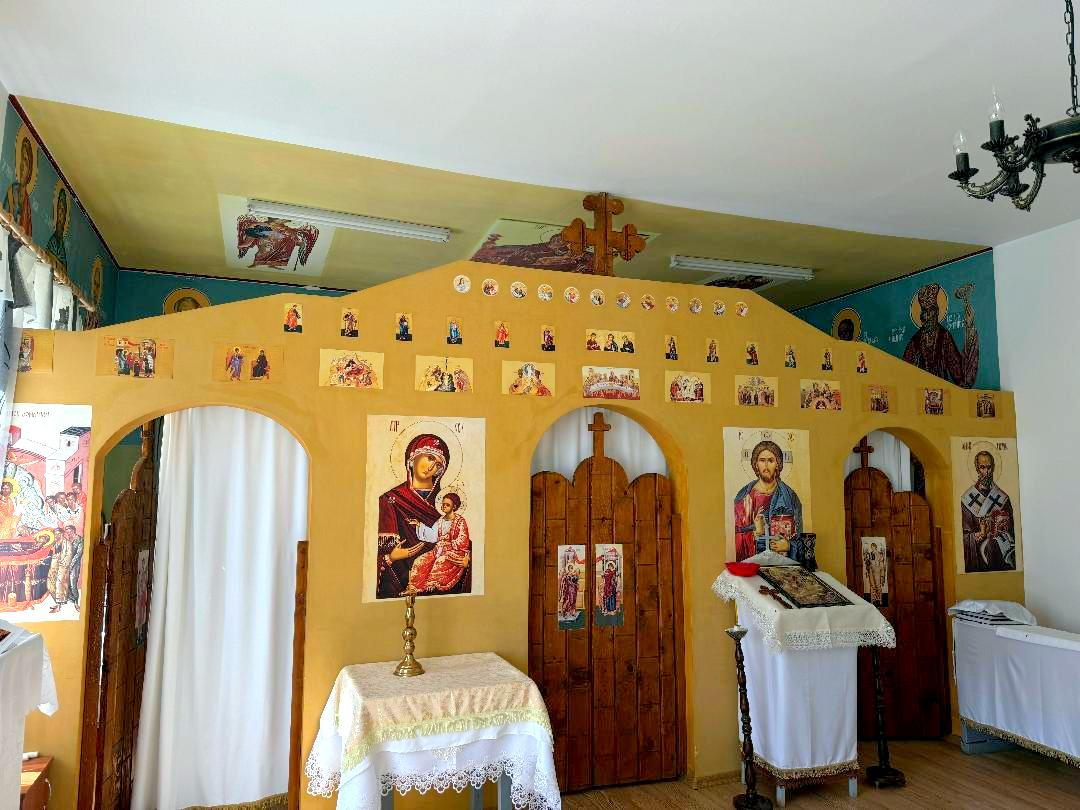
Capela din Roșieni
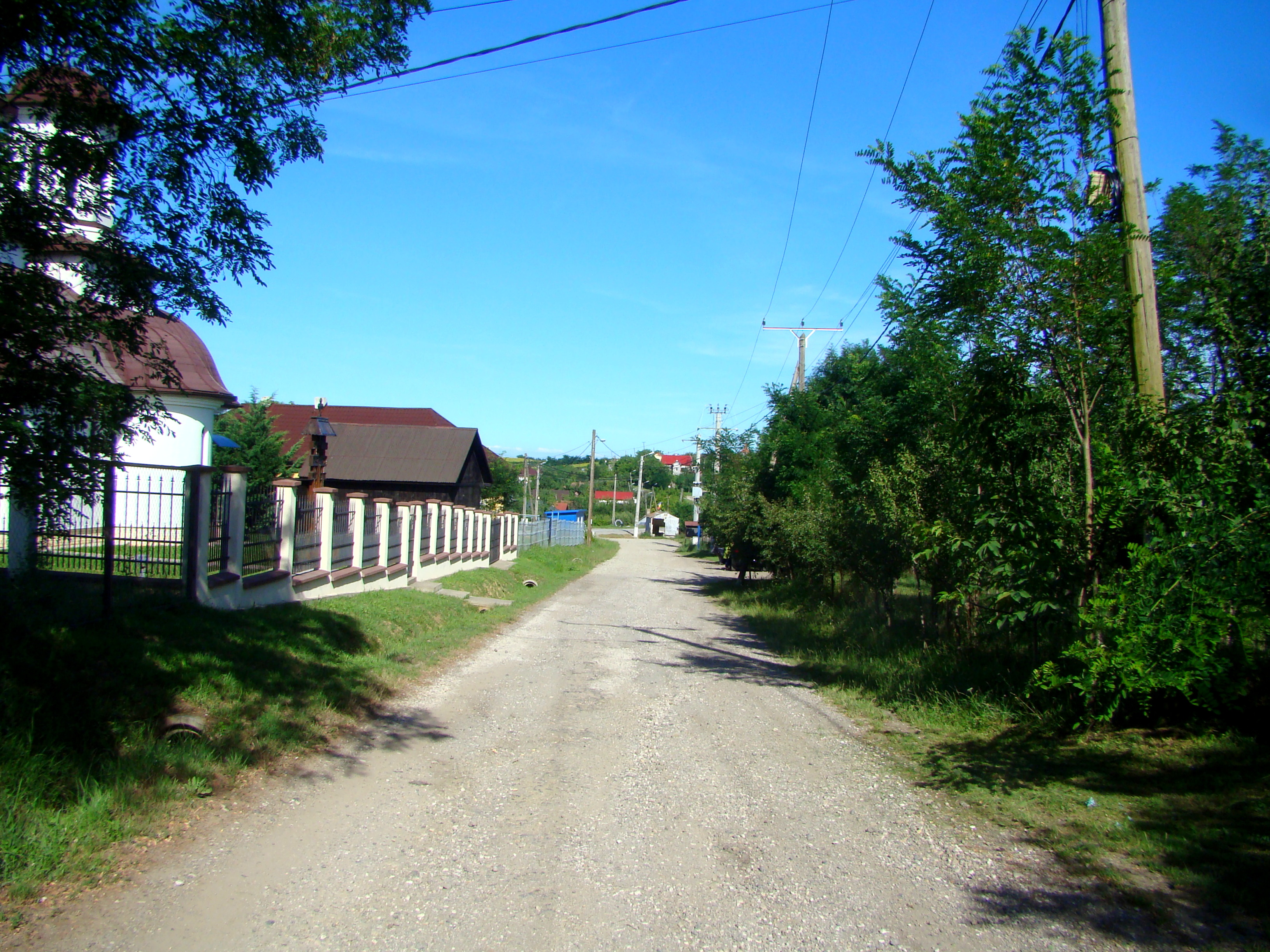
Zorenii de Vale
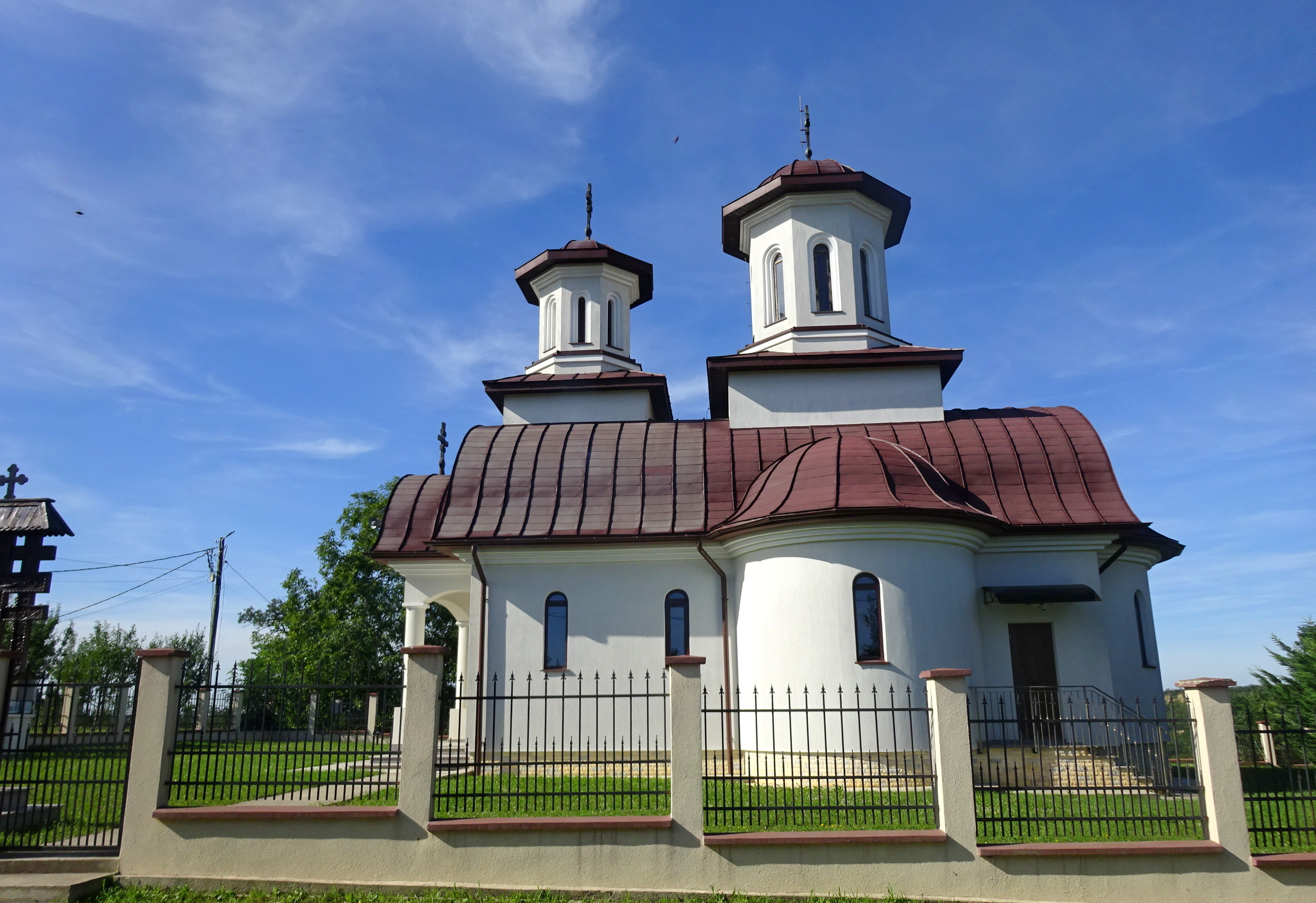
Biserica Sfinții Împărați Constantin și Elena din Zorenii de Vale

## Vezi și
- Biserica de lemn din Chesău
- Biserica de lemn din Crișeni
- Biserica reformată din Boteni
- Biserica reformată din Chesău